# Epic Narratives
Epic Narratives es el octavo álbum de estudio de la banda japonesa de rock Band-Maid. Fue lanzado el 25 de septiembre de 2024 a través de Pony Canyon y fue producido por la misma banda. Es su primer álbum en tres años tras el lanzamiento de Unseen World en 2021. Alcanzó el top 10 de la lista mundial de álbumes de iTunes.

## Composición y letra
"Shambles" se usó como tema de cierre para la segunda temporada de Kengan Ashura. "Protect You" se usó como tema de cierre para Grendizer U. La banda comentó que les pidieron que no la hicieran tan intensa como una de sus canciones anteriores. La guitarrista rítmica y vocalista Miku Kobato comentó que le pidieron que la canción se centrara en la heroína en lugar del personaje principal. La letra se centra en las hermanas gemelas Rubina y Terrona. La guitarrista principal, Kanami Tōno, dijo que no quería que la canción fuera una balada. Tōno comentó que quería que el solo de guitarra tuviera una melodía que se pudiera tararear, a la vez que fuera técnico.
"Show Them" es una colaboración con la banda mexicana The Warning. Band-Maid conoció a The Warning en el Aftershock Festival 2022 y ambas bandas hablaron sobre una posible colaboración. Tōno compuso el demo de la canción y luego se lo mostró a los miembros de The Warning, quienes sugirieron algunos cambios. Band-Maid quería escribir una canción que reflejara las características de ambas bandas. Tanto el vocalista principal, Saiki Atsumi, como Daniela Villarreal, de The Warning, cantan en un registro más agudo de lo habitual debido a la insistencia de Tōno. Kobato y The Warning escribieron la letra con la idea de proyectar una imagen femenina fuerte. Consideraron incluir una estrofa en japonés o español, pero decidieron mantener la canción completamente en inglés. Band-Maid grabó sus partes primero, y The Warning las grabó después.
Tōno escribió "Forbidden Tale" tras la muerte de un ser querido. Atsumi le había dicho que quería una canción con mucha progresión. La baterista Akane Hirose comentó que no quería que sonara demasiado recargada con demasiadas notas. La bajista Misa intentó que la canción sonara simple.
Kobato intentó que "Brightest Star" sonara como un ejercicio de llamada y respuesta con el público. Cuando Tōno le mostró la maqueta, Kobato imaginó una canción muy pop, pero quería incluir una letra más oscura e intentó expresar los sentimientos de ambas partes de la humanidad a través de su canto. Kobato incluyó la frase en inglés "I'm game" después de leerla en un libro. Tōno compuso el solo de guitarra para que ella y Kobato lo tocaran juntas, e intentó emular el sonido de una armónica.
Tōno escribió "Letters to You" para atraer a quienes disfrutan de las canciones más pop de Band-Maid. Atusmi escribió la letra con la idea de que nunca olvidarás a las personas que has perdido y siempre pensarás en ellas. "The One" fue escrita originalmente por Tōno con la idea de ser interpretada en el Yokohama Arena. Kobato reescribió la letra tres veces, pensando en alguien importante. "Memorable" es una balada escrita durante su gira norteamericana de 2022. "Go Easy" se escribió en la misma época en que se escribía el anterior  EP Unleash. Tōno quería escribir una canción que emocionara al público en vivo desde la introducción.
Para "Toi et moi", Tōno quería escribir un riff que atrapara al oyente y que también sonara como un riff típico de Band-Maid. Tōno mantuvo la canción corta a propósito. Kobato dijo que no pudo encontrar un título en inglés que funcionara, así que eligió uno en francés porque sentía que los franceses se expresan claramente a través de sus películas.
Para "Tamaya!" Atsumi escribió la letra con la idea de tener voces dobles y quería destacar la voz de Kobato en la mezcla. "Get to the Top" fue la última canción del álbum. Cuando el álbum estaba casi terminado, Atsumi contactó a Tōno con la idea de incluir una canción instrumental.

## Lista de canciones
| N.º | Título                        | Duración |  |
| 1.  | «Magie» (Magic)               | 3:06     |  |
| 2.  | «Shambles»                    | 3:25     |  |
| 3.  | «Protect You»                 | 3:17     |  |
| 4.  | «Show Them» (con The Warning) | 3:16     |  |
| 5.  | «Forbidden Tale»              | 4:36     |  |
| 6.  | «Bestie»                      | 3:40     |  |
| 7.  | «Brightest Star»              | 3:18     |  |
| 8.  | «Letters to You»              | 3:11     |  |
| 9.  | «The One»                     | 4:11     |  |
| 10. | «Memorable»                   | 3:17     |  |
| 11. | «Go Easy»                     | 3:02     |  |
| 12. | «Toi et moi» (You and Me)     | 2:59     |  |
| 13. | «Tamaya!»                     | 3:19     |  |
| 14. | «Get to the Top»              | 3:08     |  |

## Posicionamiento en lista
| Lista (2024)                          | Posición |
| ------------------------------------- | -------- |
| Japón (Oricon)                        | 8        |
| Japanese Digital Albums (Oricon)      | 8        |
| Japanese Combined Albums (Oricon)     | 12       |
| Japanese Hot Albums (Billboard Japan) | 10       |

## Personal
Band-Maid
- Saiki Atsumi – voz principal (excepto pista 7), producción de la portada
- Miku Kobato – guitarra rítmica, voz (voz principal en la pista 7)
- Kanami Tōno – guitarra principal
- Misa – bajo
- Akane Hirose – batería

Músicos adicionales
- The Warning: Actuación invitada (pista 4).
  - Daniela Villarreal – Co-voz principal, guitarra en la pista 4
  - Paulina Villarreal – Batería en la pista 4
  - Alejandra Villarreal – Bajo en la pista 4